# Joe Dolce
Joseph Dolce, meglio conosciuto come Joe Dolce (Painesville, 13 ottobre 1947), è un cantautore, scrittore e poeta statunitense.
Dolce divenne una one-hit wonder grazie al suo singolo Shaddap You Face (1980), che ottenne riconoscimenti internazionali in tutto il mondo durante i primi anni ottanta. Il singolo raggiunse il primo posto delle classifiche in 15 paesi e vendette circa sei milioni di copie in tutto il mondo. Nella sola Australia vendette 450 000 copie divenendo in quel paese il brano di maggior successo commerciale in assoluto.

## Biografia

### La gioventù
Primogenito di tre figli, Dolce nacque nel 1947 da genitori italo-americani, a Painesville, Ohio. Si diplomò alla Thomas W. Harvey High School nel 1965. Si esibì sul palco per la prima volta durante l'ultimo anno di scuola, quando gli venne assegnato il ruolo di Mascarille dell'opera Le preziose ridicole di Molière, e durante quell'occasione recitò e cantò una canzone improvvisata creata dalla sceneggiatura. Lo spettacolo, che venne organizzato dal Lake Erie College, venne ben accolto e la sua performance fu notata dal regista Jake Rufli, che in seguito lo invitò a far parte della sua produzione di Eurydice di Jean Anouilh.
La co-protagonista in Le preziose ridicole, una studentessa del secondo anno di nome Carol Dunlop, futura moglie di Julio Cortázar, introdusse Dolce alla musica folk, alla poesia e alla letteratura di William Faulkner ed Ernest Hemingway. Dolce in seguito frequentò l'Università dell'Ohio, laureandosi in architettura nel 1967, prima di diventare un musicista professionista.

### Carriera musicale e teatrale
Mentre frequentava l'università dell'Ohio, ad Athens (Ohio), formò varie band tra cui Headstone Circus con Jonathan Edwards, musicista noto per la sua hit Sunshine. Edwards registrò cinque canzoni di Dolce tra cui Athens County, Rollin 'Along, King of Hearts, The Ballad of Upsy Daisy e My Home Ain't in the Hall of Fame, quest'ultima divenuta un classico dell'alternative country che venne anche cantata da Robert Earl Keen e Rosalie Sorrels fra gli altri.
Dolce si trasferì in seguito a Melbourne, in Australia nel 1978 e il suo primo singolo fu Boat People, una canzone di protesta sul trattamento riservato ai rifugiati vietnamiti. Il suo one-man show, Joe Dolce Music Theatre, si esibì in pub e cabaret con vari artisti tra cui la sua partner Lin Van Hek.
Adottando lo pseudonimo Joe Dolce Music Theatre, l'artista incise, nel mese luglio del 1980, il singolo Shaddap You Face. Il brano si ispira ai pomeriggi che l'artista trascorreva quando da bambino andava a trovare i suoi nonni italiani e tutto il resto della famiglia allargata in Ohio. Spesso i suoi parenti si rivolgevano a lui con un inglese imperfetto e pieno di intercalari fra cui "What's the matter, you?" ed "Eh, shaddap", al che l'artista pensò di scriverci sopra un brano.
Shaddap You Face divenne un successo da molti milioni di copie, raggiungendo il primo posto nella classifica australiana Kent Music Report per otto settimane a partire dal mese di novembre del 1980, mentre nel Regno Unito ha mantenuto il primo posto dal febbraio 1981 per tre settimane. Ha anche raggiunto il numero 1 in Germania, Francia, Fiji, Canada, Austria, Nuova Zelanda e Svizzera. Grazie a Shaddap You Face, Dolce ricevette l'Advance Australia Award nel 1981. La canzone venne cantata da molti altri artisti nel corso dei decenni inclusi Lou Monte, Sheila, Andrew Sachs, KRS-One e l'attore Samuel L. Jackson. La canzone venne tradotta in quindici lingue. Sebbene la traccia avesse goduto di enorme notorietà in tutto il mondo, l'album in studio che la contiene Shaddap You Face (1981) non riuscì a entrare in alcuna classifica di vendita.
Il singolo seguente If You Want to Be Happy raggiunse la settima posizione in Australia e la top 40 in Nuova Zelanda. I successivi singoli di Dolce includono Pizza Pizza, Christmas in Australia e You Toucha My Car I Breaka You Face. Con Lin Van Hek formò diversi gruppi di performance negli anni ottanta tra cui Skin the Wig, La Somnambule e Difficult Women. Van Hek e Dolce co-scrissero Intimacy, per il film Terminator del 1984. È stato un attore protagonista nel film australiano Blowing Hot and Cold (1988).

## Discografia

### Album
- 1981 – Shaddap You Face
- 1981 – Christmas in Australia
- 1992 – Difficult Women with Lin Van Hek
- 1995 – Black Pepper With a Hint of Violets Difficult Women (con Lin Van Hek)
- 1997 – Memoirs of a Mouth Organ
- 1999 – Steal Away Home
- 2000 – Freelovedays
- 2001 – Flower with Lin Van Hek
- 2007 – The Wind Cries Mary

### Singoli
- 1980 – Shaddap You Face
- 1981 – Joe Dolce – Ain't No U.F.O. Gonna Catch My Diesel
- 1981 – If You Want To Be Happy
- 1981 – I Saw Mommy Kissing Santa Claus
- 1981 – Reggae Matilda
- 1982 – You Toucha My Car I Breaka You Face
- 1984 – Pizza Pizza
- 2011 – Dead Cat Bounce

## Libri (parziale)
- Hatbox (2010)
- Brave New Weed: Adventures into the Uncharted World of Cannabis (2016)
- On Murray's Run: Poems and Lyrics (2017)